# 救世军西北队
救世军西北队是救世军在中国北京于20世纪上半叶建立的8座教堂之一，位于西城区育幼胡同8号（端王府夹道）。1950年代关闭。1980年代初列为普查登记在册文物。